# Contea di Johnson (Wyoming)
La contea di Johnson (in inglese Johnson County) è una contea dello Stato del Wyoming, negli Stati Uniti. La popolazione al censimento del 2000 era di 7 075 abitanti. Il capoluogo di contea è Buffalo.

## Geografia
La contea si trova nel centro-nord dello Stato. Il fiume principale è il Powder e la contea si trova nel sud-est delle Bighorn Mountains.

### Contee confinanti
- Contea di Sheridan - nord
- Contea di Campbell - est
- Contea di Converse - sud-est
- Contea di Natrona - sud
- Contea di Washakie - ovest
- Contea di Big Horn - nord-ovest

## Storia
La contea fu creata nel 1875 e organizzata formalmente nel 1881. Deve il suo nome a E.P Johnson, un avvocato Cheyenne.

## Comuni

### City
- Buffalo (capoluogo)

### Town
- Kaycee